# Lytico-bodig
Lytico-bodig is de naam in het Chamorro voor een neurodegeneratieve aandoening die voorkomt in Guam, een overzees gebied van de Verenigde Staten. In de wetenschap wordt de aandoening sinds 1961 aangeduid met de term 'amyotrofe laterale sclerose-parkinsonisme-dementie' (ALS-PDC). Waar de ziekte vandaan komt (de etiologie) is onbekend.
De ziekte lijkt op amyotrofe laterale sclerose (ALS), de ziekte van Parkinson en de ziekte van Alzheimer. De ziekte werd voor het eerst beschreven in drie overlijdensaktes in Guam in 1904. In de overlijdensaktes werd onder andere paralyse beschreven. De prevalentie van de ziekte nam toe en het werd zelfs de meestvoorkomende doodsoorzaak van volwassen Chamorro's tussen 1945 en 1956. De incidentie was 200 nieuwe gevallen per 100.000 mensen per jaar en de ziekte kwam 100 keer zo vaak voor in Guam als in de rest van de wereld.
Neuroloog Oliver Sacks beschreef de ziekte in zijn boek Het eiland der kleurenblinden. Sacks en Paul Alan Cox stelden dat een  lokale soort vleermuis, die inmiddels is uitgestorven, een soort cicade at en daardoor bèta-methylamino-L-alanine (BMAA), een bekende neurotoxine, opbouwde in het lichaamsvet. Ze voerden de hypothese dat de Chamorro's waren blootgesteld aan BMAA door het eten van de vleermuizen en dat hun aandoening hierdoor (ten minste gedeeltelijk) werd veroorzaakt. De afname in consumptie van de vleermuizen is gerelateerd aan de afname in prevalentie van de ziekte.
Hoewel er geen behandeling bestaat voor lytico-bodig, wordt soms gebruik gemaakt van parkinsonmedicatie zoals levodopa om de symptomen te bestrijden.

## Kenmerken
Lytico-bodig kan zich op twee manieren uiten:
- lytico is een progressieve paralyse die veel weg heeft van ALS,
- bodig is een aandoening die wordt gekenmerkt door parkinsonisme en in sommige gevallen dementie.

## Lytico
De symptomen en hoe deze zich uiten, verschillen van patiënt tot patiënt. De meest kenmerkende symptomen zijn spieratrofie, verlamming van de kaak en het aangezicht en een onvermogen om te spreken of slikken en daaropvolgend mogelijk stikken. Sommige patiënten blijven geestelijk helder totdat ze overlijden, net als bij ALS vaak het geval is.
Spieren die het middenrif aansturen en de ademhaling regelen kunnen verlamd raken, waardoor mechanische beademing vaak nodig is. Speeksel moet uit de mond worden gezogen om verslikking te voorkomen. Deze vorm van lytico-bodig is altijd dodelijk.

## Bodig
Net als bij lytico, kan bodig zich op verschillende manieren presenteren. Er bestaat dan ook geen standaardvorm. Onder andere immobiliteit en een verlies van initiatief en spontaniteit kunnen zich voordoen. Daarnaast is een progressieve dementie ook karakteristiek voor bodig. Patiënt met dementie hebben vaak ook afasie en zijn rusteloos, irrationeel en soms gewelddadig. Sommige patiënten ervaren extreme emoties die elkaar snel opvolgen, van manie tot depressie.
In de meest vergevorderde stadia, hangen de monden van patiënten open, hebben zij een overmatige speekselproductie en beweegt hun tong niet meer. Hierdoor kunnen ze niet goed spreken of slikken. De armen en benen kunnen erg spastisch worden en strak aangespannen zijn. Na verloop van tijd ontstaat er bewegingsloosheid, catatonie, tremor en rigiditeit. Behalve die patiënten die dement worden, blijven bodig-patiënten vaak geestelijk helder en kunnen ze vaak nog redelijk goed denken en praten terwijl de motorische kenmerken erger worden.

## Mogelijke oorzaken
De onderliggende mechanismen die lytico-bodig veroorzaken zijn complex en nog niet helder beschreven. Bij autopsieën worden vaak neurofibrillaire tangles gevonden, die ook aanwezig zijn bij de ziekte van Alzheimer. Lytico-bodig wordt daarom gezien als tauopathie. Het is echter niet bekend hoe de symptomen worden veroorzaakt. Er bestaan meerdere hypothesen over de oorzaken van de ziekte.

### Genetica
Men dacht aan een genetische oorzaak dankzij het feit dat de ziekte vooral beperkt lijkt te zijn tot het eiland Guam. Echter, de ziekte blijkt niet genetisch, maar wel familiaal te zijn. Chamorro's die buiten Guam opgroeiden, kregen de ziekte niet, terwijl niet-Chamorro's die naar Guam verhuisden en volgens de inheemse cultuur leefden de ziekte wel kregen.

### Cicaden
Het stijfsel van de lokale cicadezaden wordt door veel Chamorro's gegeten. Van de zaden wordt bloem gemaakt, dat weer gebruikt wordt om brood en knoedels te maken. De bloem wordt meerdere malen gewassen omdat de zaden van zichzelf enorm giftig zijn. Eén onderdeel van de zaden, cycasine, werd in de jaren 50 van de twintigste eeuw ontdekt en bleek een sterke gifstof te zijn. Hoewel het stofje erg giftig is, lijkt het niet de oorzaak van lytico-bodig te zijn. De hypothese dat de ziekte door de cicaden wordt veroorzaakt, werd na jarenlang onderzoek met dierproeven verworpen.
In 1967 werden de cicadezaden opnieuw onderzocht door een biochemicus, Arthur Bell, nadat onderzoeken hadden aangetoond dat lathyrisme was gerelateerd aan de gifstof bèta-diaminopropionzuur (ODAP), dat gevonden kan worden in bepaalde planten. Arthur Bell en zijn collega's ontdekten een andere gifstof in de zaden: bèta-methylamino-L-alanine (BMAA). De eerste laboratoriumonderzoeken toonden aan dat vrije BMAA in lage doseringen voorkwam in cicadebloem. Voor de tweede keer werd de cicade-hypothese verworpen, omdat de doseringen van BMAA voor acute vergiftiging vele malen hoger liggen. Bij nader onderzoek in het laboratorium werden in de bloem hoge doseringen van eiwitgebonden BMAA aangetroffen. Daarnaast werd aangetoond dat de concentraties hoger waren in de bloem die werd gemaakt in dorpen waar lytico-bodig meer voorkwam.
De theorie werd opnieuw aangedragen door Paul Alan Cox en Oliver Sacks nadat ze het dieet van de Chamorro's hadden onderzocht. Cox en zijn collega's vonden dat BMAA wordt geproduceerd door symbiotische cyanobacteriën die zich in de wortels van de cicaden bevinden. Daarnaast aten vleermuizen de cicadezaden en aten de Chamorro's vaak de vleermuizen. De vleermuizen sloegen BMAA op in het lichaamsvet en zelfs bij het eten van slechts enkele vleermuizen, zouden de BMAA-concentraties al even hoog zijn als de hoeveelheid die bij eerder dierproeven was aangetoond als hoog genoeg om de symptomen te veroorzaken. Daarnaast observeerde Cox een afname in de consumptie van de vleermuizen die gepaard ging met een afname in het aantal gevallen van lytico-bodig. Meer bewijs voor de hypothese dat BMAA lytico-bodig veroorzaakt werd in 2016 gevonden, toen werd aangetoond dat vervets die homozygoot zijn voor het APOE4-gen (dat bij mensen het risico op de ziekte van Alzheimer verhoogt) na blootstelling aan BMAA zeer veel neurofibrillaire tangles en enkele amyloïde plaques produceerden, vergelijkbaar met de pathologie in de hersenen van Chamorro's die waren overleden aan lytico-bodig.